# Флеволанд
52°31′54″ пн. ш. 5°31′20″ сх. д. / 52.53167° пн. ш. 5.52222° сх. д.
Флеволанд (нід. Flevoland) — провінція в центрі Нідерландів, наймолодша у складі королівства. Знаходиться в центральній частині країни, на осушеній території озера Ейсселмер. Провінція була заснована 1 січня 1986 року. Столиця — Лелістад.

## Історія
На території провінції Флеволанд в XIII — XX ст. була частина затоки Зейдерзе акваторії Північного моря, яка вдавалася на 5000 км ² на суходіл Нідерландів. . В 1916 році відбулася велика повінь, після якої було прийнято рішення про осушення частині затоки. У 1927-1933 рр. була побудована дамба Афслютдейк, що відокремлює Північне море від затоки і згодом створено прісноводне озеро Ейсселмер. Після будівництва другої дамби воно було розділено на дві частини, які на сьогоднішній момент носять назви озер Маркермер і Ейсселмер. В 1975 році частина озера Ейсселмер була осушена і 1 січня 1986 року на місці його південної та східної частини була утворена провінція Флеволанд.

## Найбільші міста
Міста з населенням понад 20 тисяч осіб:
| Назва міста | Населення, осіб (2009) |
| ----------- | ---------------------- |
| Алмере      | 185746                 |
| Лелістад    | 73848                  |
| Еммелорд    | 45814                  |
| Дронтен     | 39206                  |
| Зеволде     | 20773                  |

## Галерея

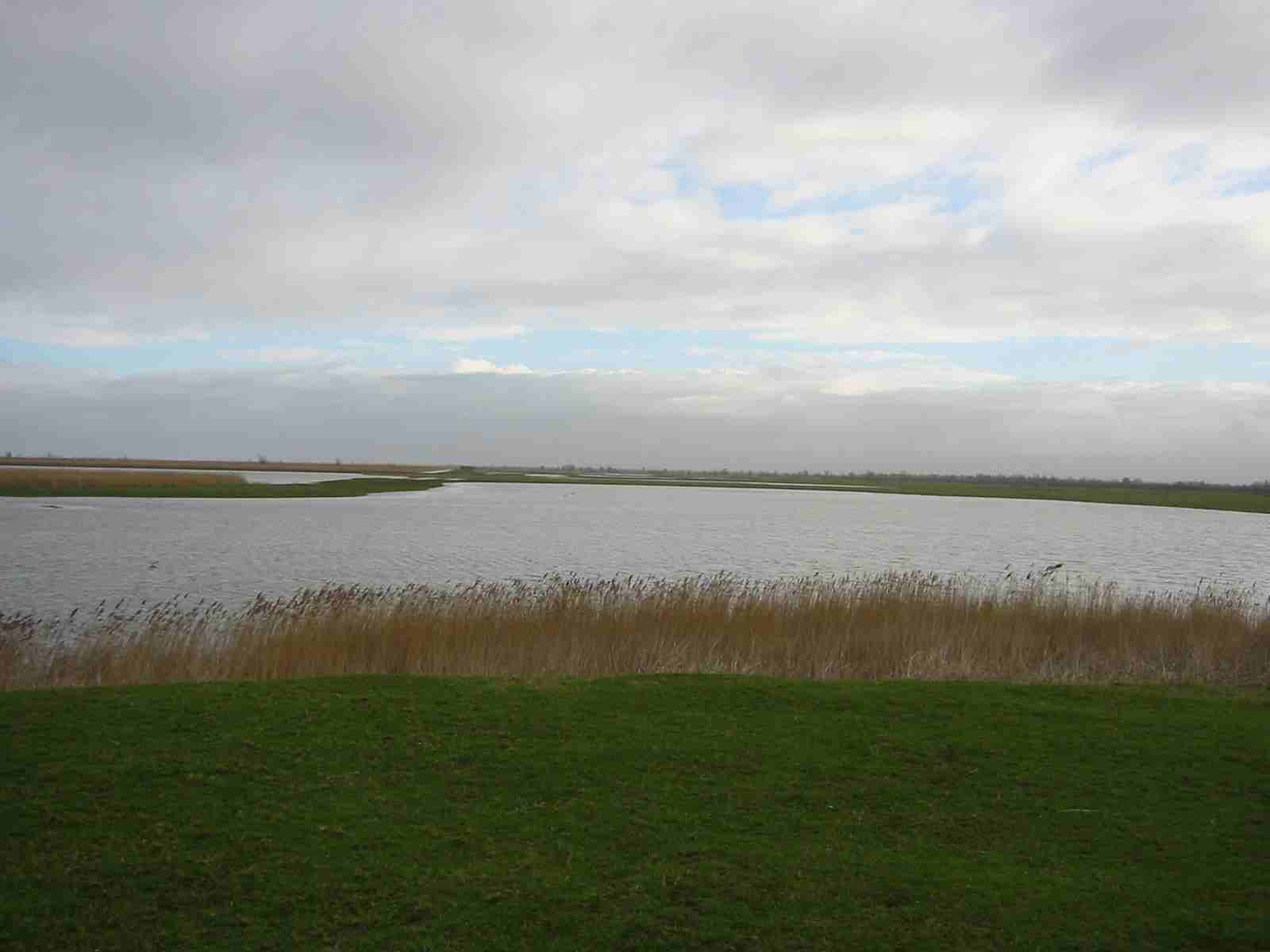
Оствардерсплассе
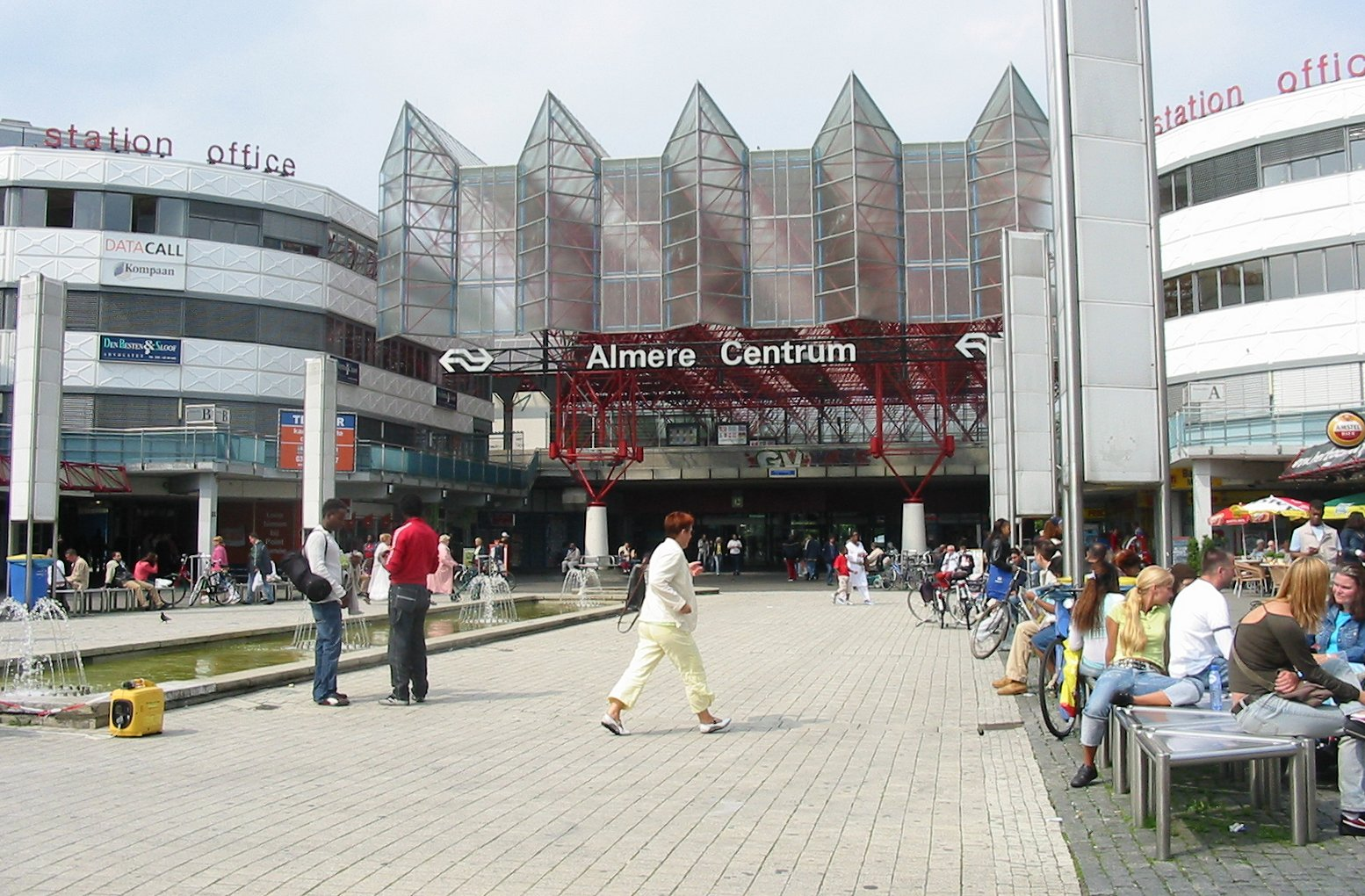
Залізничний вокзал в Алмере
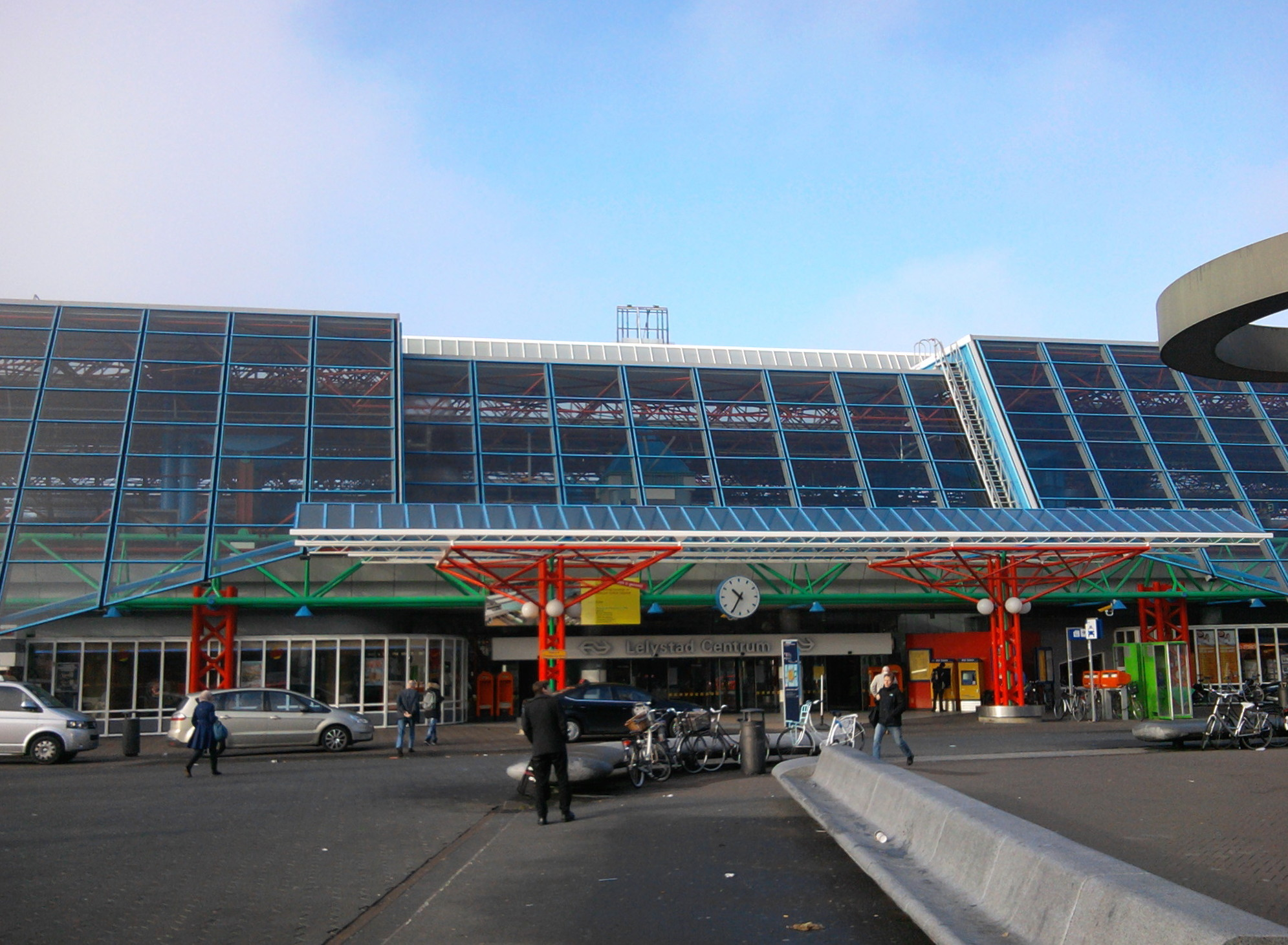
Залізничний вокзал в Лелістаді